# رجبميرات آغاباييف
رجبميرات أغاباييف (بالإنجليزية: Rejepmyrat Agabaýew) (مواليد 1 أغسطس 1973 في الاتحاد السوفييتي) لاعب كرة قدم تركمانستاني دولي معتزل كان يجيد اللعب في مركز الهجوم .

## روابط خارجية
- رجبميرات آغاباييف على موقع قاعدة بيانات كرة القدم.إي يو (الإنجليزية)
- رجبميرات آغاباييف على موقع ناشيونال فوتبول تيمز (الإنجليزية)
- رجبميرات آغاباييف على موقع Soccerway.com (الإنجليزية)